# كاثي باركر
كاثي باركر (بالإنجليزية: Kathy Barker)‏ هي عالمة أمريكية، ولدت في 1953.